# Apollon (Fórmula 1)
Apollon foi uma equipe de Fórmula 1 da Suíça. Teve somente uma participação em Grandes Prêmios.
Em 1977, o Jolly Club da Suíça comprou e reconstruiu um Williams FW03 de 1973. O carro foi renomeado para Apollon Fly, e foi pilotado por Loris Kessel (dono da equipe e herdeiro da Kessel Watches) no GP da Itália de 1977. O carro sofreu um acidente nos treinos, não participando da prova.
Após a falha na classificação, a Apollon nunca mais participou de nenhuma prova oficial.